# Asenapine
Asenapine, được bán dưới tên thương mại Saphris và Sycrest và các nhãn khác, là một loại thuốc chống loạn thần không điển hình được sử dụng để điều trị tâm thần phân liệt và hưng cảm cấp tính liên quan đến rối loạn lưỡng cực.
Nó có nguồn gốc hóa học thông qua việc thay đổi cấu trúc hóa học của thuốc chống trầm cảm tetracyclic (thuốc chống trầm cảm không điển hình), mianserin.

## Sử dụng trong y tế
Asenapine đã được FDA chấp thuận trong điều trị cấp tính cho người lớn bị tâm thần phân liệt và điều trị cấp tính các cơn hưng cảm hoặc hỗn hợp liên quan đến rối loạn lưỡng cực I có hoặc không có các đặc điểm tâm thần ở người lớn. Ở Úc, asenapine đã được phê duyệt (và cũng được liệt kê trên PBS) bao gồm các chỉ định sau:
- Tâm thần phân liệt
- Điều trị, trong tối đa 6 tháng, một đợt hưng cảm cấp tính hoặc các đợt hỗn hợp liên quan đến rối loạn lưỡng cực I
- Điều trị duy trì, như đơn trị liệu, rối loạn lưỡng cực I

Ở Liên minh châu Âu và Vương quốc Anh asenapine chỉ được cấp phép sử dụng như một phương pháp điều trị chứng hưng cảm cấp tính trong rối loạn lưỡng cực I.
Hấp thu dễ dàng nếu dùng dưới lưỡi, asenapine được hấp thu kém khi nuốt.

### Tâm thần phân liệt
Chỉ có bằng chứng yếu hỗ trợ việc sử dụng Asenapine để điều trị tâm thần phân liệt, làm cho nó khó để đề xuất.

### Bệnh hưng cảm
Về hiệu quả của nó trong điều trị chứng hưng cảm cấp tính, một phân tích tổng hợp gần đây cho thấy rằng nó tạo ra những cải thiện tương đối nhỏ trong các triệu chứng hưng cảm ở bệnh nhân hưng cảm cấp tính và các đợt hỗn hợp hơn so với hầu hết các thuốc chống loạn thần khác (ngoại trừ ziprasidone) như risperidone và olanzapin. Tỷ lệ bỏ học (trong các thử nghiệm lâm sàng) cũng cao bất thường với asenapine. Theo một phân tích sau đại học của hai thử nghiệm lâm sàng kéo dài 3 tuần, nó có thể có một số tác dụng chống trầm cảm ở những bệnh nhân bị hưng cảm cấp tính hoặc các đợt hỗn hợp.